# Censo peruano de 1972
El Censo 1972 fue una enumeración detallada de la población peruana. Fue el séptimo Censo Nacional de Población y el segundo de Vivienda, se realizó el 4 de junio de 1972.
La población censada ascendía a 13 538 208, la población total —población censada menos la omitida— fue de 14 121 564. La tasa de omisión durante dicho censo fue de 3,86%.
El Perú era mayoritariamente urbano —el 69,5% de los peruanos habitaba áreas urbanas—.  La distribución demográfica por regiones naturales demostró que en 1972 el 34 % del total residía en la sierra, el 56,1 % en la costa, y el 9,9 % en la selva. Asimismo, el 30 % se consideró amerindio, el 20 % mestizo, el 8 % negro, y el 45 % blanco/caucásico